# Cadena de mensajes por correo electrónico
Una cadena de mensajes por correo electrónico es un tipo de cadena de mensajes que utiliza el correo electrónico como forma de propagación.
Debido a la facilidad de propagación del correo electrónico, estas cadenas se han convertido en mensajes masivos. Los mensajes de cadena buscan coaccionar o convencer de varias maneras a sus lectores de que dicha cadena sea reenviada a otro grupo de usuarios de correo electrónico. El nombre de "cadena" proviene del encadenamiento de pasajes que hacen estos mensajes de usuario a usuario.

## Problemas de las cadenas de correo electrónico
Esta clase de mensajes, la mayoría de las veces indeseable, incómodo y perjudicial para los receptores de estos tipos de correos, son potencialmente una pérdida de tiempo para el receptor. Las empresas informáticas aducen que son también un oneroso problema administrativo debido al consumo excesivo de ancho de banda y espacio de almacenamiento que pueden provocar. La razón de esto es su capacidad de crecimiento potencialmente exponencial: por ejemplo, suponiendo que un usuario envía un mensaje en cadena a 4 personas, y éstas a otras cuatro, y así sucesivamente, veremos que cada vez que el mensaje se transmite, la cantidad de copias del mensaje se multiplica por cuatro. Resultando en una progresión de {\displaystyle 4^{n}}, donde {\displaystyle n} es la cantidad de retransmisiones. Desde luego, rara vez los mensajes en cadena siguen una progresión predecible en términos numéricos (cada usuario decide a cuántos otros les envía la cadena o, incluso, no reenviarla), su comportamiento sigue acercándose al crecimiento exponencial. También es cierto que los mensajes en cadena pierden efectividad cuando el conjunto de potenciales reemisores está saturado(todos lo han leído ya y comienzan a recibirlo de vuelta). 
En casi todos los casos la información que se presenta es falsa o fraudulenta (sobre todo si la información es de amor o rumores). Muchas de estas cadenas se escriben expresamente para dañar la reputación de una persona o empresa al difundir rumores. En la gran mayoría de los casos, los mensajes en cadena son utilizados para rastrear direcciones de correo electrónico, con el fin de enviar publicidad no deseada, spam, y en el peor de los casos virus informáticos.
Otro grupo de información que incomoda a los receptores de las cadenas de correo electrónico son generalmente, chistes, humor negro, rumores, etc.

### Principales problemas de las cadenas de correo electrónico
Saturación de la bandeja de entrada del receptor: El receptor en su cuenta de correo electrónico frecuentemente es bombardeado por mensajes de este tipo, hasta llegar incluso a sobrepasar el límite permitido de almacenamiento, como consecuencia la cuenta de correo quedaría inactiva, perjudicando definitivamente al usuario.
Otro problema es que un mensaje que contenga muchas direcciones puede pasar por un ordenador con un troyano que capture las direcciones para spamearlas. Se puede evitar utilizando el campo CCO (o BCC, según el idioma del cliente de correo electrónico) para poner la dirección y así éstas no aparecerán en el mensaje. Igualmente se recomienda borrar en el contenido otras direcciones de correo si están.
Muchos se preguntarán: ¿Por qué recibo "spam" en mi correo electrónico...?, una de las causas es precisamente el envío de mensajes en cadena, las empresas inescrupulosas, las que ofrecen servicio de publicidad o productos ilegales, aprovechan esta modalidad, infiltrándose en los ordenadores para recopilar información de todas las cuentas de correo electrónico registrado para hacerles envíos de sus productos.

## Orígenes y tipos de cadenas
Estas cadenas generalmente tienen el mismo formato que consta de un 'gancho o anzuelo', una amenaza y una petición. La mayoría explotan, ya sea, los buenos sentimientos de las personas, su avaricia o sus supersticiones y claro está, su ignorancia como usuarios. Al final de la carta se le pide al usuario que reenvíe el mensaje a {\displaystyle x} número de contactos.
Este tipo de cadenas no son nuevas en el mundo del correo electrónico. Las cadenas de mensajes, conocidas muchas veces también como cadenas de la suerte surgen como mensajes de correo convencional que solicitan al remitente reenviarlo bajo la amenaza de que "romper la cadena" ocasiona mala suerte. La velocidad de transmisión del correo convencional y los tiempos que incurría cada eslabón en copiar y retransmitir el mensaje evitaban que se convirtieran en un problema mayor.
Con el surgimiento del correo electrónico, sin embargo, copiar y retransmitir mensajes se hizo mucho más fácil y rápido, lo cual, a su vez, ocasionó un crecimiento de las cadenas y los tipos de cadenas.

### Muerte
Son cadenas muy comunes que suelen aparecer entre los comentarios de Facebook en la que aparece una historia inventada o basada en hechos reales en las que alguien muere y dice que si no reenvías el comentario o mensaje a un tal número de personas o páginas en un determinado tiempo, el fantasma del sujeto a la noche te asesinará a ti o algún ser querido.
ejemplo de estas cadenas: "Una chica fue asesinada en 1933. El asesino la enterró cuando todavía estaba viva. Éste cantaba mientras la estaba enterrando "Toma sota balcu". Ahora que has leído el cántico, te reunirás con esa chica. En mitad de la noche, descenderá del techo y te estrangulará del mismo modo que ella fue estrangulada. Pero si envías este mensaje a alguien más, no te molestará. Tu amabilidad será recompensada."

### Cadenas de la suerte
Un mensaje de cadena de la suerte suele prometer fortuna a quien redistribuye el mensaje y desgracias a quien "rompe la cadena"; esto es a quien no comparte el mensaje.

### Chistes
Los chistes contados a través de correo electrónico se han convertido en cadenas. Muchos de estos mensajes incluyen al final frases como "cuéntaselo a x amigos" o "haz reír a otro amigo", con lo cual se pretende convertir el mensaje en una cadena.
Algunos chistes se convierten en cadena por sí mismos cuando éstos son buenos, sin necesidad de contener mensajes que inviten a reenviarlos.

### Bulos
Los bulos (hoax, en inglés) son engaños. Por ejemplo anuncios de falsos virus, es decir, correos electrónicos en los cuales se informa de un virus maligno, que en realidad no es cierto. Son del tipo: "no aceptes un correo con el asunto tal" o "no admitas al contacto cual". Es muy importante no hacer caso de los mensajes en los cuales se pide borrar un archivo (supuesto virus) del ordenador a no ser que se esté seguro que si es un virus de verdad: a veces son archivos del sistema, que al borrarlos afectan el desempeño del equipo.

### Mensajes espirituales, religiosos o de superación personal
Muestran mensajes sobre figuras religiosas y te dicen si tienes vergüenza de re-enviarlo, aquella figura tomará represalias por no haber reenviado el mensaje, aprovechándose así de la fe de las personas.
Estos correos invitan a compartir un mensaje sólo porque pueden ayudar al destinatario a lucrar con fácil

### Círculos de la amistad
Una cadena de este tipo simplemente invita a reconocer cuántos amigos se tiene por la cantidad de veces que se devuelve la cadena.

### Diapositivas
Presentaciones que presentan cuadros que contienen fotos y textos humorísticos, amarillistas o religiosos. Al igual que los chistes, algunos son transmitidos por el simple hecho de ser interesantes o divertidos.

### Amarillistas
Se aprovechan de noticias que están dando la vuelta al mundo, acontecimientos importantes o sucesos que pasarán a la historia. Aunque inicialmente su difusión puede ser más rápida, al perder vigencia la noticia la cadena frena su expansión y muere.

### Experimentos para recaudación
En Venezuela, el Servicio Desconcentrado de Administración Tributaria del Municipio Sucre (SEDAT) con el apoyo de CAF, envió correos electrónicos e impulsó una campaña en Facebook dirigida a contribuyentes morosos, con el fin de cobrar el impuesto sobre vehículos y determinar la efectividad de dichas herramientas sobre la probabilidad de pago. Para el estudio se tomó una muestra de 6.183 contribuyentes morosos, los cuales fueron asignados aleatoriamente a cuatro grupos de tratamiento: 
- Correo electrónico.
- Facebook.
- Correo y Facebook.
- Control. El grupo de control no recibió tratamiento o intervención alguna.

Los resultados de la intervención indican que las estrategias fueron efectivas. Los contribuyentes que recibieron una notificación de cobro por correo electrónico tuvieron una probabilidad de pago 7,7 puntos porcentuales (p.p) mayor que el grupo de control. Asimismo, el anuncio en Facebook complementó el impacto de los correos, aumentando la probabilidad de pago, siendo esta 9,4 p.p. mayor que la del grupo de control. Los anuncios en Facebook de forma independiente no tuvieron un impacto significativo. Por último, la disponibilidad de un botón de pago incidió positivamente sobre la probabilidad de pagar en línea, siendo este método significativamente más usado que los otros.